# Perger Kalvarienbergkirche

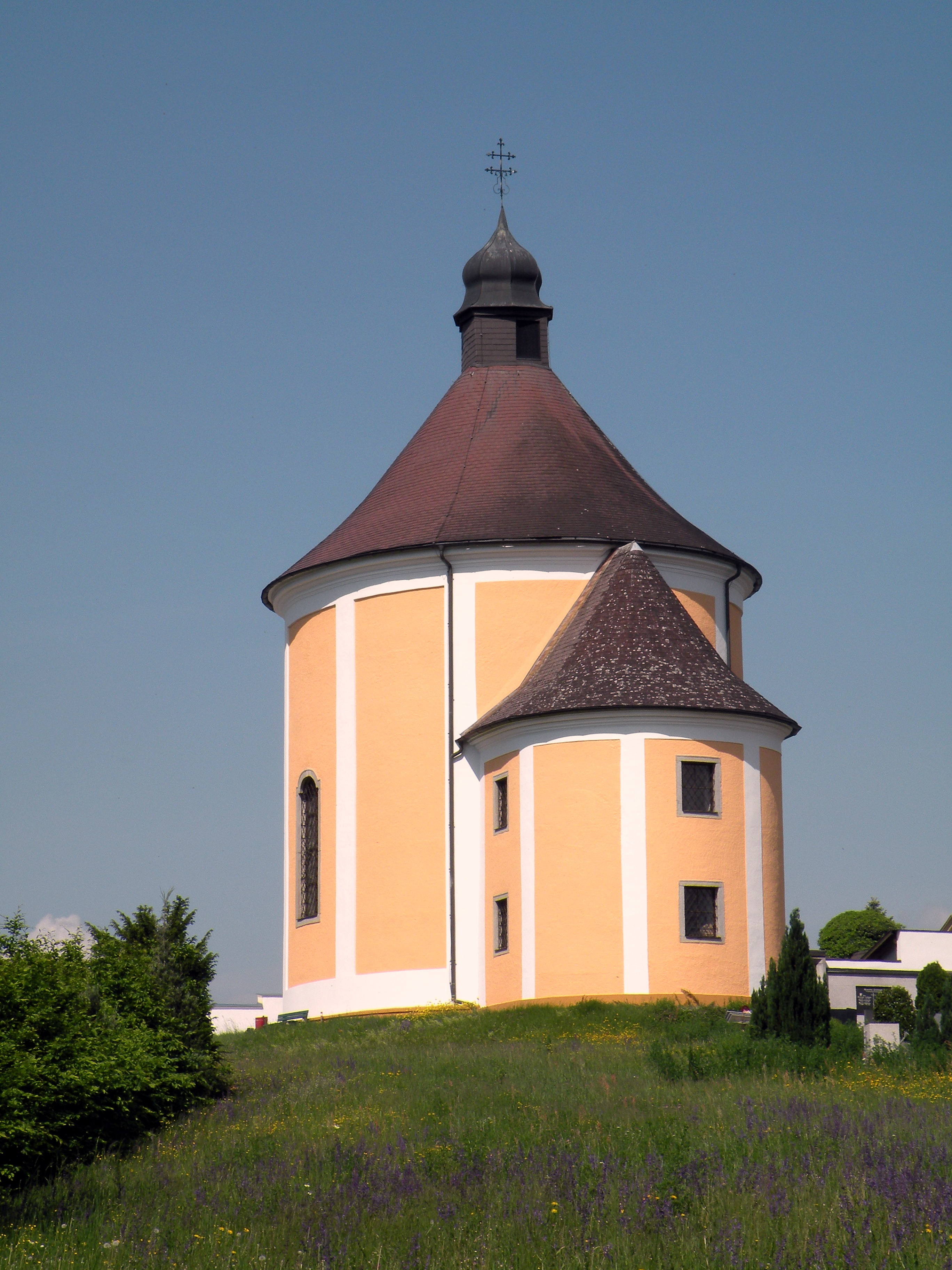
Kalvarienbergkirche in Perg (Oberösterreich)

Die römisch-katholische Kalvarienbergkirche ist eine Filialkirche der Pfarre Perg und gilt als Wahrzeichen der Stadt Perg im Bezirk Perg in Oberösterreich.
Sie befindet sich nur knapp einen Kilometer vom Hauptplatz der Stadt Perg entfernt auf einer Anhöhe (ungefähr 290 m ü. A.) nördlich des Stadtzentrums und teilt den Perger Friedhof in zwei Teile.

## Beschreibung
Es handelt sich um einen barocken Rundbau mit elliptischem Grundriss und stattlicher Kuppel. Die Kalvarienbergkirche ist 12,5 Meter lang, 10,5 Meter breit, 17 Meter hoch und mit Fresken des Malers Pensel, unter anderem mit einem Kuppelfresko, geschmückt, die ebenso wie die Einrichtungsgegenstände 1754 angeschafft wurden.
Sie verfügt neben dem Hochaltar über zwei Seitenaltäre. Beim linken Seitenaltar befindet sich ein Bild mit den Eltern der Gottesmutter, Anna und Joachim, die ihrer Tochter das Lesen lehren. Beim rechten Seitenaltar ist das Bild einer Pieta zu sehen.
In der Apsis befindet sich eine Kreuzigungsgruppe, dahinter gemalt ist der Himmel und eine Ansicht der Städte Bethlehem und Jerusalem. Unter dem Kreuz stehen seine Mutter Maria, Maria Magdalena und Johannes, der Evangelist. Die Kanzel verfügt über Rokoko-Ornamente. Die beiden Schächer wurden nicht wie Jesus ans Kreuz genagelt, sondern gebunden.

## Geschichte

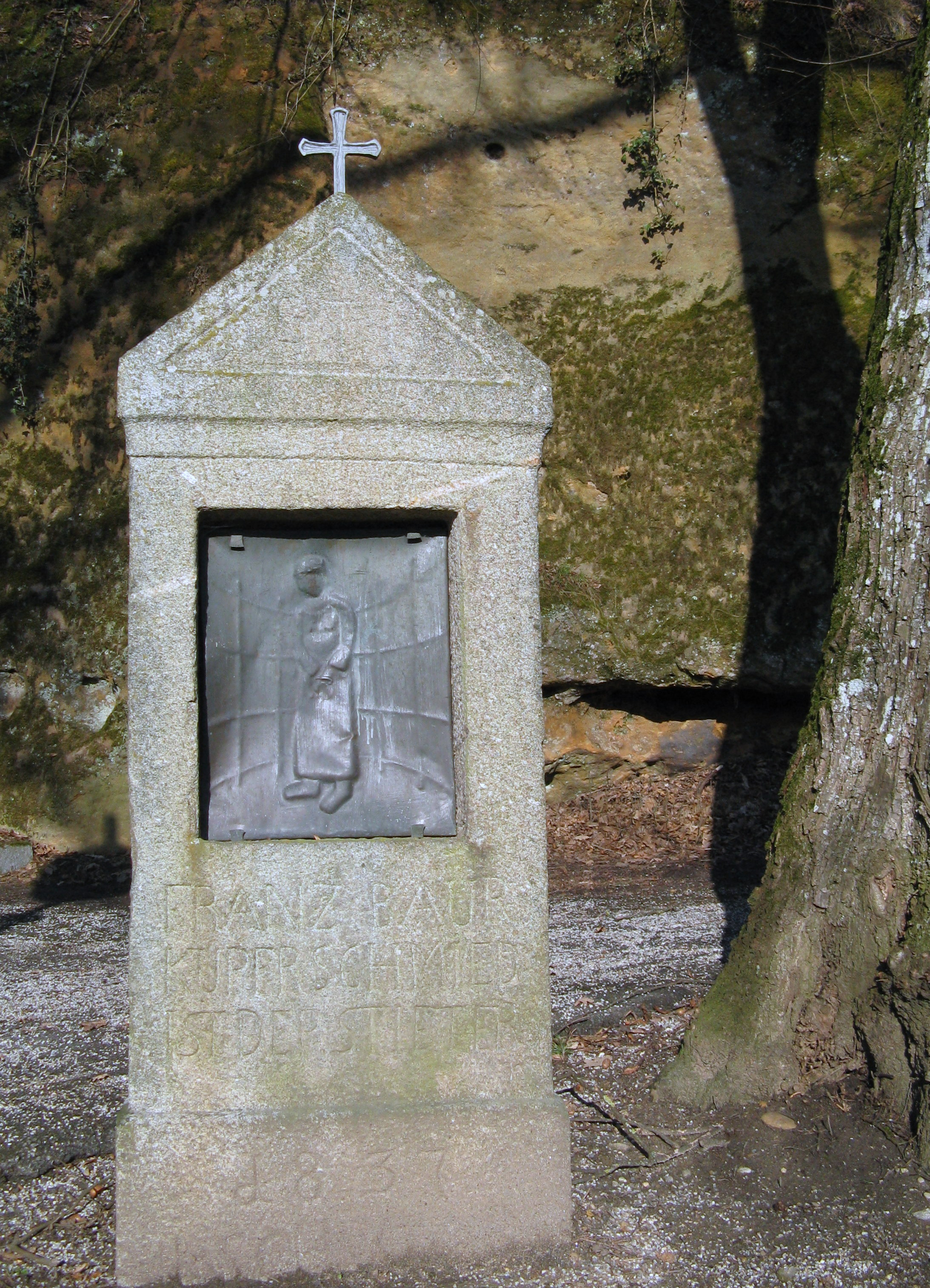
Kreuzwegstation aus Granit, gestiftet 1837 vom Kupferschmied und Perger Bürger Franz Paur

Der Kirchenbau hat seinen Ursprung in einem einfachen Kruzifix, das Andreas Jakob Härtlmayr, Pfarrer von Perg, 1727 auf der Anhöhe errichten ließ. Im darauf folgenden Jahr kamen die beiden Schächer dazu. Diese lebensgroß geschnitzte Kreuzigungsgruppe war den Unbilden der Witterung ausgesetzt, sodass sich 1734 der Rat des Marktes Perg zur Erbauung einer Kapelle entschloss und deren Erhaltung durch die Bürgerschaft sicherte.
Die Arbeiten gingen infolge Geldmangels nur langsam voran und die Kirche wurde erst 1754 vollendet. Sie erhielt eine Rokoko-Einrichtung und wurde erst Jahre später, am 23. Juni 1765, dem heiligen Erlöser geweiht.
An Freitagen wurde eine heilige Messe gelesen und der Tag der Kirchweihe wurde jährlich mit einer Prozession von der Perg den Berg hinauf begangen. In der Fastenzeit waren weiters Predigt und Litanei in der Kalvarienbergkirche.
Die Kirche verfügte über zwei Glocken aus dem Jahr 1755, die von Karl Potz in Linz gegossen wurden. Mehrmals schlugen Blitze ein, wobei 1807 eine Glocke schmolz, während die andere unversehrt blieb. Die Ersatzglocke wurde 1807 von Johann Leopold Gammel wiederum in Linz gegossen, sie musste aber am 22. Jänner 1917 abgenommen und für Kriegszwecke abgeliefert werden.
Das zweite Geläute wurde 1917 in den Kirchturm der Stadtpfarrkirche Perg eingebaut.
Die Perger Kalvarienbergkirche war von Anfang an eine Angelegenheit der Perger Bürger.
Beispielsweise ließ der Kupferschmied und Bürger des Marktes Perg, Franz Paur, Großvater des späteren Perger Bürgermeisters Johann Paur, 1837 dreizehn Kreuzwegstationen aus Granit entlang des Weges zur Kalvarienbergkirche aufstellen. Diese Kreuzwegstationen wurden 1977 gründlich restauriert und erhielten in Kupfer getriebene Kreuzwegbilder von der Steyrer Künstlerin Eva Biesenberger.

## Die Perger Kalvarienbergkirche im 20. und 21. Jahrhundert
Die Verlegung des Friedhofes auf den Kalvarienberg Ende des 19. Jahrhunderts veränderte die Funktion der Kirche. Sie dient heute als Veranstaltungsraum für geeignete Veranstaltungen und bietet in Verbindung mit dem 2007 und 2008 neu gestalteten Friedhofsvorplatz den Rahmen für Verabschiedungen.
Nach mehreren kleineren Sanierungen und Austausch des Schindeldaches durch ein Eternitschieferdach erfolgte 1983 bis 1986 eine Generalsanierung durch einen von Perger Bürgern gegründeten Verein mit der Bezeichnung „Komitee zur Rettung der Kalvarienbergkirche“. Obmann des Vereins war 25 Jahre lang Anton Baumann, Buchhändler und langjähriger Obmann des Perger Heimatvereines, der 2007 durch Leopold Pötscher, langjähriger Vizebürgermeister und Ehrenbürger von Perg, abgelöst wurde. 1986 wurde die Kalvarienbergkirche nach der Neueindeckung, der Trockenlegung des Bodens und der Wände, der Innenrestaurierung und der Ausbesserung der Außenfassade wieder eingeweiht.
2017 wurden bei einer routinemäßigen Begehung große Schäden am Turmhelm festgestellt. Viele Holzteile des Dachstuhls waren morsch und vom Holzwurm befallen. In der Planungsphase der Sanierung wurde beschlossen, dass die Kirche nach mehr als einhundert Jahren 2020 wieder ein aus zwei Glocken bestehendes Geläute erhalten soll. Dazu wurde 2019 auch die Bevölkerung zur Mitwirkung bei der Namensfindung und Widmung der Glocken eingebunden. Sanierung und Anbringung der Glocken erfolgen im Verlauf des Jahres 2020. Die beiden Glocken wurden von Manfred Wakolbinger als Begleiterin der Seele mit zwei Sätzen aus dem Sonnengesang des Franz von Assisi zum Thema Schöpfung und Vollendung künstlerisch umgesetzt. Die Form der Sätze ist nach oben strebend und aufsteigend. Die Herstellung der Glocken erfolgte in der Glockengießerei Rudolf Perner.